# Кора, Гвидо
Гвидо Кора (итал. Guido Cora; 1851—1917) — итальянский географ.
В 1873 основал в Турине географический журнал «Cosmos», который приобрёл известность и вне пределов Италии. В 1874 и 1876 путешествовал по Греции и Северной Африке. С 1884 издавал «Annuario geografico».
Главные отдельно изданные труды Кора:
- «Da Brindisi о Bombay, attraverso il canale di Suez» (Казале, 1869);
- «Ricerche storche e archeologiche sul sito d’Auaris» (1870);
- «Spedizione italiana alla Nuova Guinea» (Рим, 1872);
- «Cenni generali intorno a un viaggio nella Bassa Albania ed a Tripoli di Barberia» (Typ., 1875).